# Coppa del Mondo T20 femminile di cricket 2023
La Coppa del Mondo T20 femminile di cricket 2023 fu l'ottava edizione del campionato del mondo femminile di cricket in versione Twenty20. Si disputò in Sudafrica, per la prima volta nella storia del campionato, tra il 10 e il 26 febbraio 2023. Al torneo parteciparono 10 squadre nazionali, per un totale di 23 incontri.

L'Australia conquistò il titolo per la sesta volta, la terza consecutiva, sconfiggendo in finale di 17 runs il Sudafrica.

## Squadre partecipanti
| Qualificazione      | Squadra           |
| ------------------- | ----------------- |
| Paese organizzatore | Sudafrica         |
| Full Members        | Australia         |
| Full Members        | India             |
| Full Members        | Indie Occidentali |
| Full Members        | Inghilterra       |
| Full Members        | Nuova Zelanda     |
| Full Members        | Pakistan          |
| Full Members        | Sri Lanka         |
| Qualificate         | Bangladesh        |
| Qualificate         | Irlanda           |

## Primo turno

### Gruppo 1

#### Classifica
| Pos | Squadra       | G | V | P | T | NR | Pt | NRR    |
| --- | ------------- | - | - | - | - | -- | -- | ------ |
| 1   | Australia     | 4 | 4 | 0 | 0 | 0  | 8  | 2,149  |
| 2   | Sudafrica (H) | 4 | 2 | 2 | 0 | 0  | 4  | 0,738  |
| 3   | Nuova Zelanda | 4 | 2 | 2 | 0 | 0  | 4  | 0,138  |
| 4   | Sri Lanka     | 4 | 2 | 2 | 0 | 0  | 4  | −1,460 |
| 5   | Bangladesh    | 4 | 0 | 4 | 0 | 0  | 0  | −1,529 |

     Qualificata alla fase a eliminazione diretta

#### Partite
| Data        | In battuta                     | Al lancio                     | Risultato                               |
| ----------- | ------------------------------ | ----------------------------- | --------------------------------------- |
| 10 febbraio | Sri Lanka 129/4 (20 overs)     | Sudafrica 126/9 (20 overs)    | Sri Lanka vince di 3 runs Referto       |
| 11 febbraio | Australia 173/9 (20 overs)     | Nuova Zelanda 76 (14 overs)   | Australia vince di 97 runs Referto      |
| 12 febbraio | Bangladesh 126/8 (20 overs)    | Sri Lanka 129/3 (18.2 overs)  | Sri Lanka vince di 7 wickets Referto    |
| 13 febbraio | Sudafrica 132/6 (20 overs)     | Nuova Zelanda 67 (18.1 overs) | Sudafrica vince di 65 runs Referto      |
| 14 febbraio | Bangladesh 107/7 (20 overs)    | Australia 111/2 (18.2 overs)  | Australia vince di 8 wickets Referto    |
| 16 febbraio | Sri Lanka 122/8 (20 overs)     | Australia 123/0 (15.5 overs)  | Australia vince di 10 wickets Referto   |
| 17 febbraio | Nuova Zelanda 189/3 (20 overs) | Bangladesh 118/8 (20 overs)   | Nuova Zelanda vince di 71 runs Referto  |
| 18 febbraio | Sudafrica 124/6 (20 overs)     | Australia 125/4 (16.3 overs)  | Australia vince di 6 wickets Referto    |
| 19 febbraio | Nuova Zelanda 162/3 (20 overs) | Sri Lanka 60 (15.3 overs)     | Nuova Zelanda vince di 102 runs Referto |
| 21 febbraio | Bangladesh 113/6 (20 overs)    | Sudafrica 117/0 (17.5 overs)  | Sudafrica vince di 10 wickets Referto   |

### Gruppo 2

#### Classifica
| Pos | Squadra           | G | V | P | T | NR | Pt | NRR    |
| --- | ----------------- | - | - | - | - | -- | -- | ------ |
| 1   | Inghilterra       | 4 | 4 | 0 | 0 | 0  | 8  | 2,860  |
| 2   | India             | 4 | 3 | 1 | 0 | 0  | 6  | 0,253  |
| 3   | Indie Occidentali | 4 | 2 | 2 | 0 | 0  | 4  | −0,601 |
| 4   | Pakistan          | 4 | 1 | 3 | 0 | 0  | 2  | −0,703 |
| 5   | Irlanda           | 4 | 0 | 4 | 0 | 0  | 0  | −1,814 |

     Qualificata alla fase a eliminazione diretta

#### Partite
| Data        | In battuta                         | Al lancio                            | Risultato                                      |
| ----------- | ---------------------------------- | ------------------------------------ | ---------------------------------------------- |
| 11 febbraio | Indie Occidentali 135/7 (20 overs) | Inghilterra 138/3 (14.3 overs)       | Inghilterra vince di 7 wickets Referto         |
| 12 febbraio | Pakistan 149/4 (20 overs)          | India 151/3 (19 overs)               | India vince di 7 wickets Referto               |
| 13 febbraio | Irlanda 105 (18.2 overs)           | Inghilterra 107/6 (14.2 overs)       | Inghilterra vince di 4 wickets Referto         |
| 15 febbraio | Indie Occidentali 118/6 (20 overs) | India 119/4 (18.1 overs)             | India vince di 6 wickets Referto               |
| 15 febbraio | Pakistan 165/5 (20 overs)          | Irlanda 95 (16.3 overs)              | Pakistan vince di 70 runs Referto              |
| 17 febbraio | Irlanda 137/9 (20 overs)           | Indie Occidentali 140/4 (19.5 overs) | Indie Occidentali vincono di 6 wickets Referto |
| 18 febbraio | Inghilterra 151/7 (20 overs)       | India 140/5 (20 overs)               | Inghilterra vince di 11 runs Referto           |
| 19 febbraio | Indie Occidentali 116/6 (20 overs) | Pakistan 113/5 (20 overs)            | Indie Occidentali vincono di 3 runs Referto    |
| 20 febbraio | India 155/6 (20 overs)             | Irlanda 54/2 (8.2 overs)             | India vince di 5 runs (Metodo DLS) Referto     |
| 21 febbraio | Inghilterra 213/5 (20 overs)       | Pakistan 99/9 (20 overs)             | Inghilterra vince di 114 runs Referto          |

## Fase a eliminazione diretta
|  | Semifinali  | Semifinali  | Semifinali |           |           | Finale    | Finale | Finale |  |
|  |             |             |            |           |           |           |        |        |  |
|  | Australia   | Australia   | 172/4      |           |           |           |        |        |  |
|  | Australia   | Australia   | 172/4      |           |           |           |        |        |  |
|  | India       | India       | 167/8      |           |           |           |        |        |  |
|  | India       | India       | 167/8      |           | Australia | Australia | 156/6  |        |  |
|  |             |             |            |           | Australia | Australia | 156/6  |        |  |
|  |             |             | Sudafrica  | Sudafrica | 137/6     |           |        |        |  |
|  | Sudafrica   | Sudafrica   | Sudafrica  | Sudafrica | 137/6     | 164/4     |        |        |  |
|  | Sudafrica   | Sudafrica   |            |           |           |           |        |        |  |
|  | Inghilterra | Inghilterra | 158/8      |           |           |           |        |        |  |

### Semifinali
| Data        | In battuta                 | Al lancio                    | Risultato                         |
| ----------- | -------------------------- | ---------------------------- | --------------------------------- |
| 23 febbraio | Australia 172/4 (20 overs) | India 167/8 (20 overs)       | Australia vince di 5 runs Referto |
| 24 febbraio | Sudafrica 164/4 (20 overs) | Inghilterra 158/8 (20 overs) | Sudafrica vince di 6 runs Referto |

### Finale
| Data        | In battuta                 | Al lancio                  | Risultato                          |
| ----------- | -------------------------- | -------------------------- | ---------------------------------- |
| 26 febbraio | Australia 156/6 (20 overs) | Sudafrica 137/6 (20 overs) | Australia vince di 19 runs Referto |